# Бережанська сільська рада (Калинівський район)
| Бережанська сільська рада — орган місцевого самоврядування у Калинівському районі Вінницької області з адміністративним центром у с. Бережани. Сільській раді підпорядковані населені пункти: - с. Бережани |

## Склад ради
Рада складається з 16 депутатів та голови.

## Керівний склад сільської ради
| ПІБ                           | Основні відомості                                                                  | Дата обрання | Дата звільнення |
| ----------------------------- | ---------------------------------------------------------------------------------- | ------------ | --------------- |
| Мартинюк Володимир Васильович | Сільський голова , 1966 року народження, освіта, член Народно-демократичної партії | 26.03.2006   | 31.10.2010      |
| Фурман Галина Василівна       | Сільський голова , 1968 року народження, освіта вища, член Партії регіонів         | 31.10.2010   |                 |

Примітка: таблиця складена за даними джерела